# جاگموهان موندرا
جاگموهان موندرا (انگلیسی: Jag Mundhra; ۲۹ اکتبر ۱۹۴۸ – ۴ سپتامبر ۲۰۱۱) کارگردان فیلم و فیلم‌نامه‌نویس اهل هند بود.